# Ingeniero Juárez
Ingeniero Juárez è una cittadina della provincia di Formosa, nell'Argentina settentrionale. È il capoluogo del dipartimento di Matacos.

## Geografia
Ingeniero Juárez è situata nell'estremo occidente della provincia di Formosa, nella regione geografica del Chaco Central, a 458 km a nord-ovest dal capoluogo provinciale. 

## Storia
Tra la fine degli anni 20 e l'inizio degli anni 30 la regione dell'odierna Ingeniero Juárez fu raggiunta dai lavori di costruzione della ferrovia Formosa-Embarcación. Una volta ultimata la linea ferroviaria fu realizzata una piccola fermata nell'area dove sorge l'attuale cittadina. Ben presto attorno a questa stazione sorse un piccolo insediamento che fu ribattezzato in onore di Guillermo Nicasio Juárez, vicecapo ingegnere addetto alla realizzazione della ferrovia. 
Come data ufficiale di fondazione della città fu in seguito decretato il 21 luglio 1930.

## Infrastrutture e trasporti
Ingeniero Juárez è situata lungo la strada nazionale 81, un'importante arteria stradale che unisce Formosa alle provincie del nord-ovest argentino e alla Bolivia.